# Ludolf von Krehl
Albrecht Ludolf von Krehl (né le 26 décembre 1861 à Leipzig, mort le 26 mai 1937 à Heidelberg), anobli en 1904, est un médecin allemand.

## Biographie
Krehl est le fils de Ludolf Krehl, professeur d'orientalisme à l'Université de Leipzig. De 1881 à 1886, il étudie à, Iéna, Heidelberg et Berlin et soutient en 1886 sa thèse de doctorat à Leipzig. Pendant ses études de médecine à Heidelberg, Krehl est membre de la Burschenschaft (Burschenschaft) Frankonia. De 1886 à 1892 il est l'assistant de Ernst L. Wagner (de) et de Heinrich Curschmann à l'hôpital universitaire de Leipzig où il passe son habilitation en médecine interne en 1888.
Par la suite, il travaille à l'hôpital de Iéna en 1892, puis Marbourg en 1899 et Greifswald et 1900. En 1902 il devient responsable à la clinique de Tübingen, en 1904 à Strasbourg et 1907 à Heidelberg. En 1922, il y met en place un nouvel hôpital qui est à l'origine du Kaiser-Wilhelm-Instituts für Medizinische Forschung (aujourd'hui Institut Max-Planck de recherche médicale). En 1931, il devient professeur émérite et prend la direction du département de pathologie de l'institut.
Pendant le Troisième Reich, il est membre du NSDAP (plus précisément du Nationalsozialistischer Lehrerbund).

## Distinctions
- 1931 : anobli
- 1925 : Pour le Mérite
- 1926 : membre de l'Académie allemande des sciences Leopoldina
- 1927 : Docteur honoris causa de la faculté de théologie protestante de Tübingen
- 1936 : Décoré du bouclier de l'aigle du Reich allemand par Adolf Hitler[1]